# Millingtonia
Millingtonia
Genre
Millingtonia hortensis, l'arbre à jasmin (Tree Jasmine en anglais) ou chêne-liège indien  (Indian cork tree en anglais), est la seule espèce du genre Millingtonia et de la famille des Bignoniaceae. C'est un arbre originaire de l'Asie du Sud et du Sud-Est. Il est connu comme le Latak chandani et Buch en marathi, Akash Mallige en kannada:ಆಕಾಶ ಮಲ್ಲಿಗೆ, Akash Malli ou Mara Malli dans en tamoul, Kavuki en télougou, Pip en thaï : ปีบ, Mini Chameli et Akash en hindi, Shavam l'inraa ourson en malayalam, Akash Mallee en odia et Sitahaar en bengali.
Millingtonia est nommé en référence à sir Thomas Millington par Carl von Linné qui fut le premier a décrire ce genre. 
L’épithète spécifique hortensia dérive de hortensis et hortus qui font référence au jardin en latin. Dans un des synonymes, Bignonia suberosa, suberosa dérive de suberos qui désigne le liège en latin.

## Description
L'arbre mesure  entre 18 et 25 mètres et il a une envergure de 7 à 11 mètres. Il arrive à maturité entre 6 et 8 ans et peu vivre jusqu'à 40 ans. C'est un  arbre  polyvalent qui peut se développer dans divers types de sols et de climats avec une préférence pour les climats humides.

### Tronc
L'arbre à feuilles persistantes a une forme allongée pyramidale . Le bois, doux, blanc jaunâtre, est fragile et peut se casser sous de fortes rafales de vent.

### Feuille
Les feuilles , composées ,sont imparipennées et ressemble a celle du neem. Les feuilles sont sujettes à des attaques par Acherontia styx et Hyblæa puera.

### Fleur
Les fleurs blanches forment de grandes panicules qui dégagent un parfum agréable, proche de l'odeur du Jasmin . Elles sont bisexuelles et zygomorphes. La cloche en forme de sépales de la fleur ont cinq petits lobes. La fleur a quatre étamines avec des anthères parallèles contrairement à la plupart des autres plantes de cette famille où les anthères sont divergentes. 

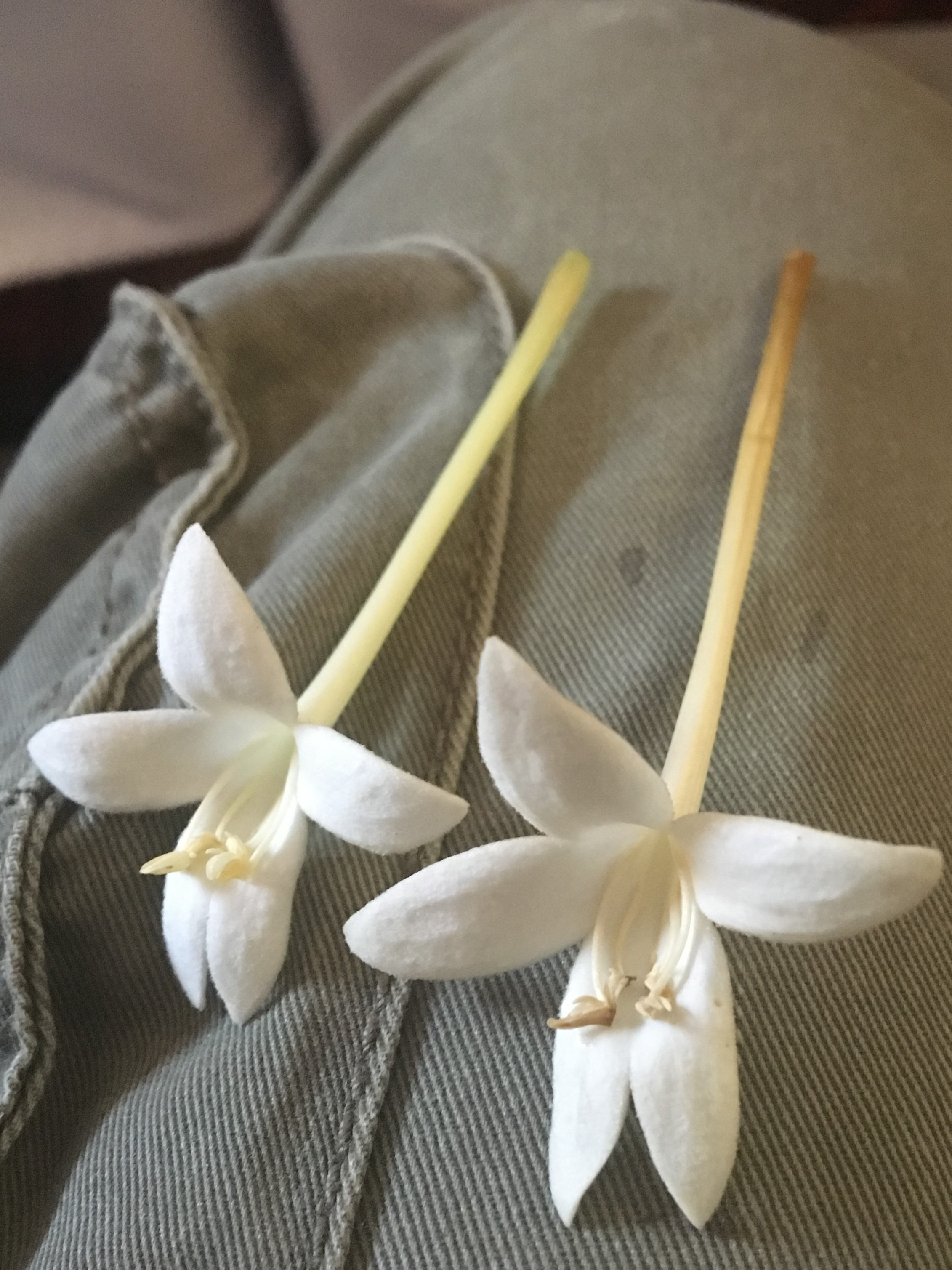
Détail de la fleur de Millingtonia

La corolle est un très long tube floral avec cinq lobes, dont deux sont plus étroitement soudés.

### Les fruits et les graines
Le fruit est lisse, et la capsule est partitionnée en deux. Il contient de larges graines ailées. Les fruits nourrissent  les oiseaux qui aide ainsi la dispersion des graines. En culture, la viabilité des graines est faible, sauf si elles sont semées immédiatement après que le fruit ai mûrit, c'est ainsi que cette plante est en général propagées par bouturage.

## Utilisations
L'arbre est considéré comme ornementale et  l'agréable parfum de ses fleurs le rend idéal comme arbre de jardin. Le bois est également utilisé comme bois d'œuvre et son écorce est utilisée comme un produit de substitution du liège. Les feuilles sont également utilisées comme un substitut bon marché du  tabac dans les cigarettes.

## Points de vue des différents aspects

à Hyderabad, en Inde.
à Hyderabad, en Inde.
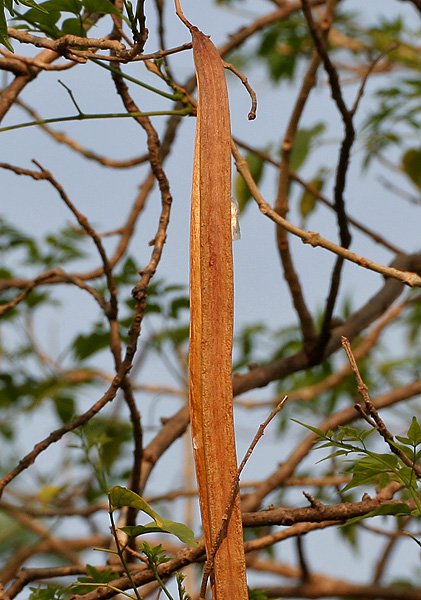
à Hyderabad, en Inde.
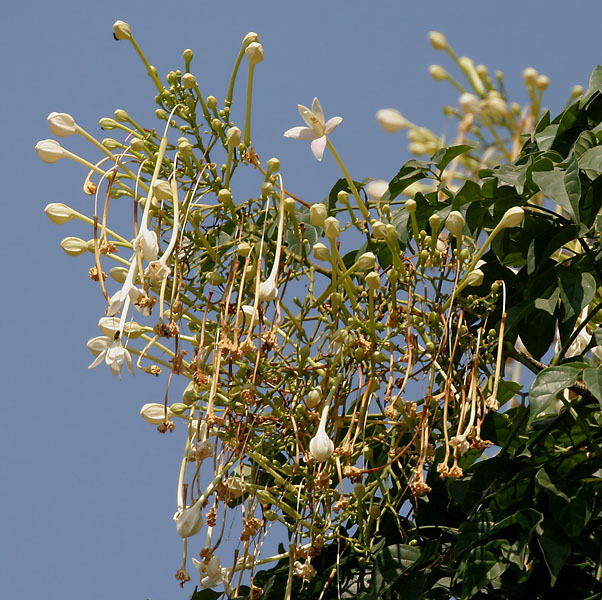
à Hyderabad, en Inde.
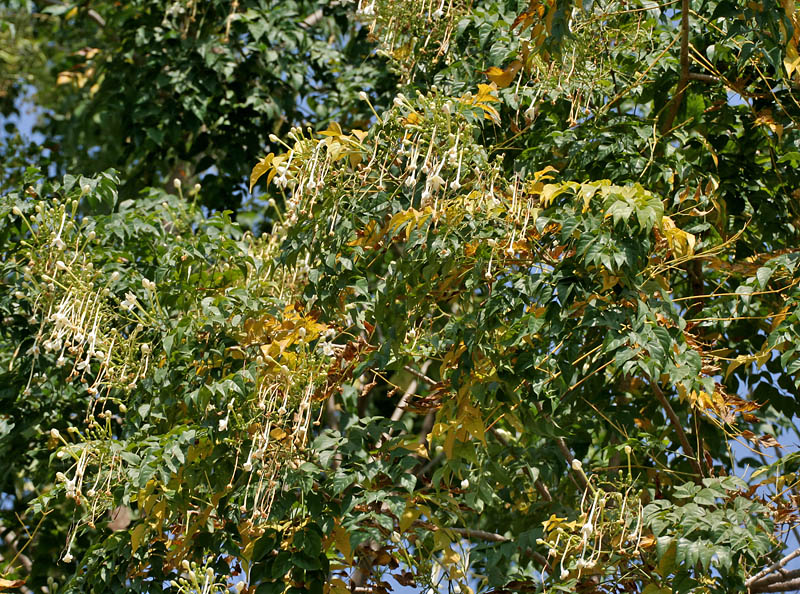
à Hyderabad, en Inde.
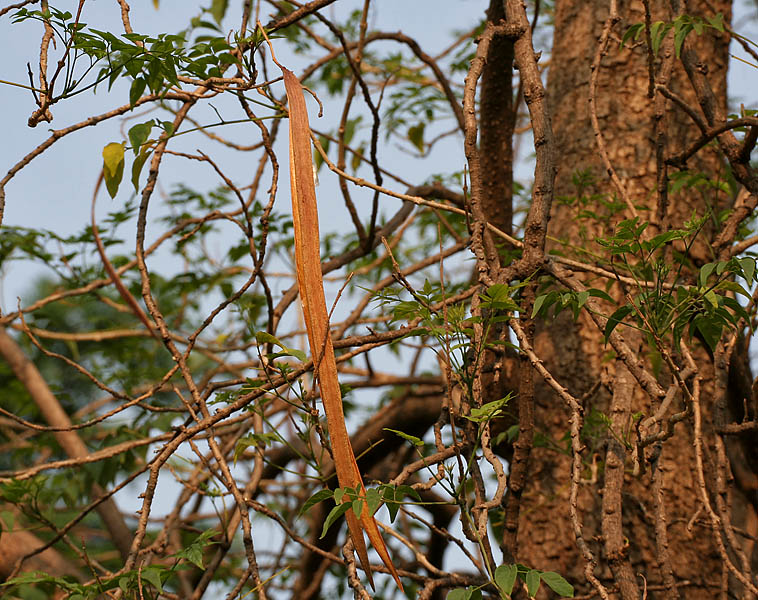
à Hyderabad, en Inde.
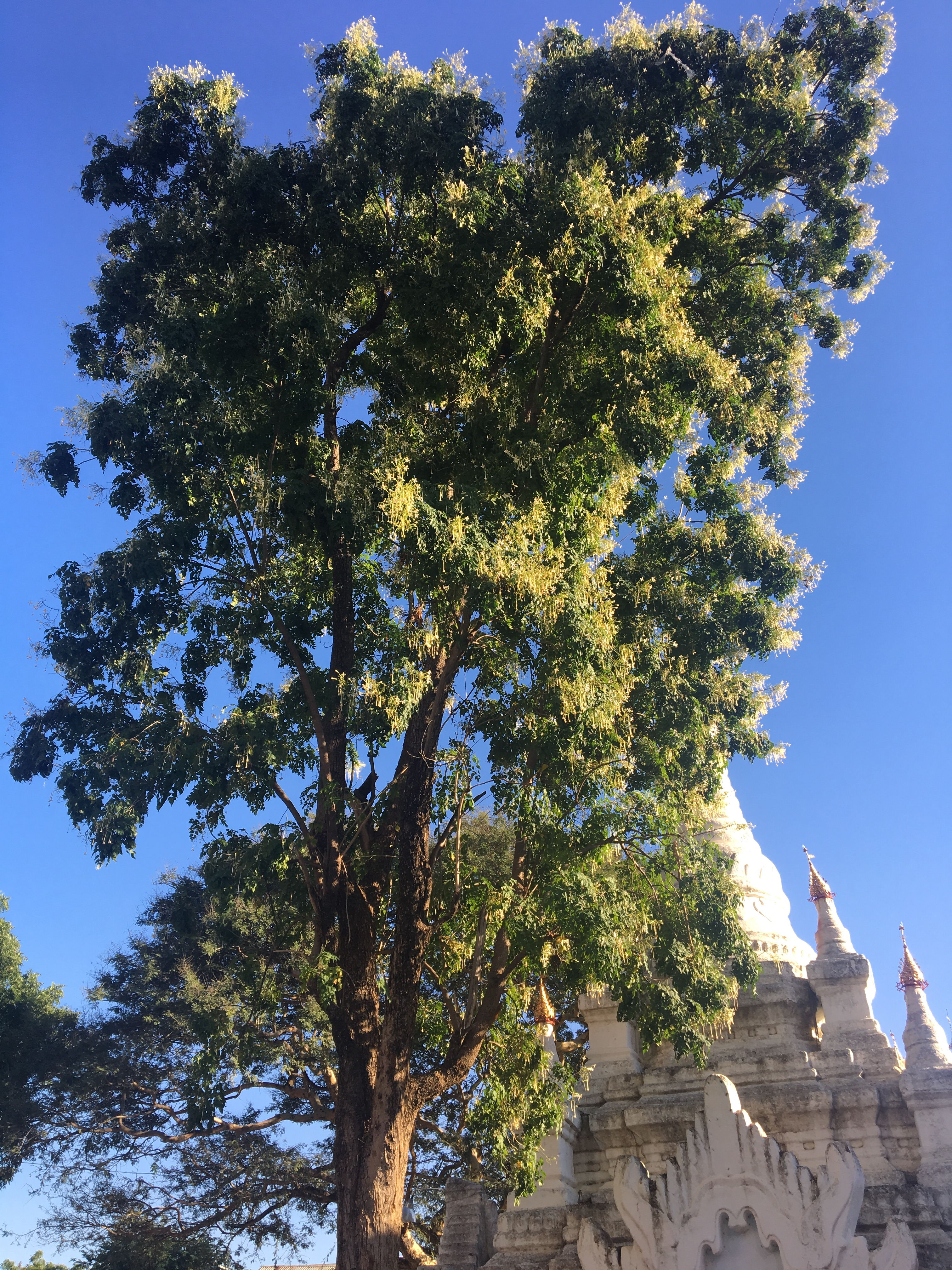
aspect général du Millingtonia hortensis.
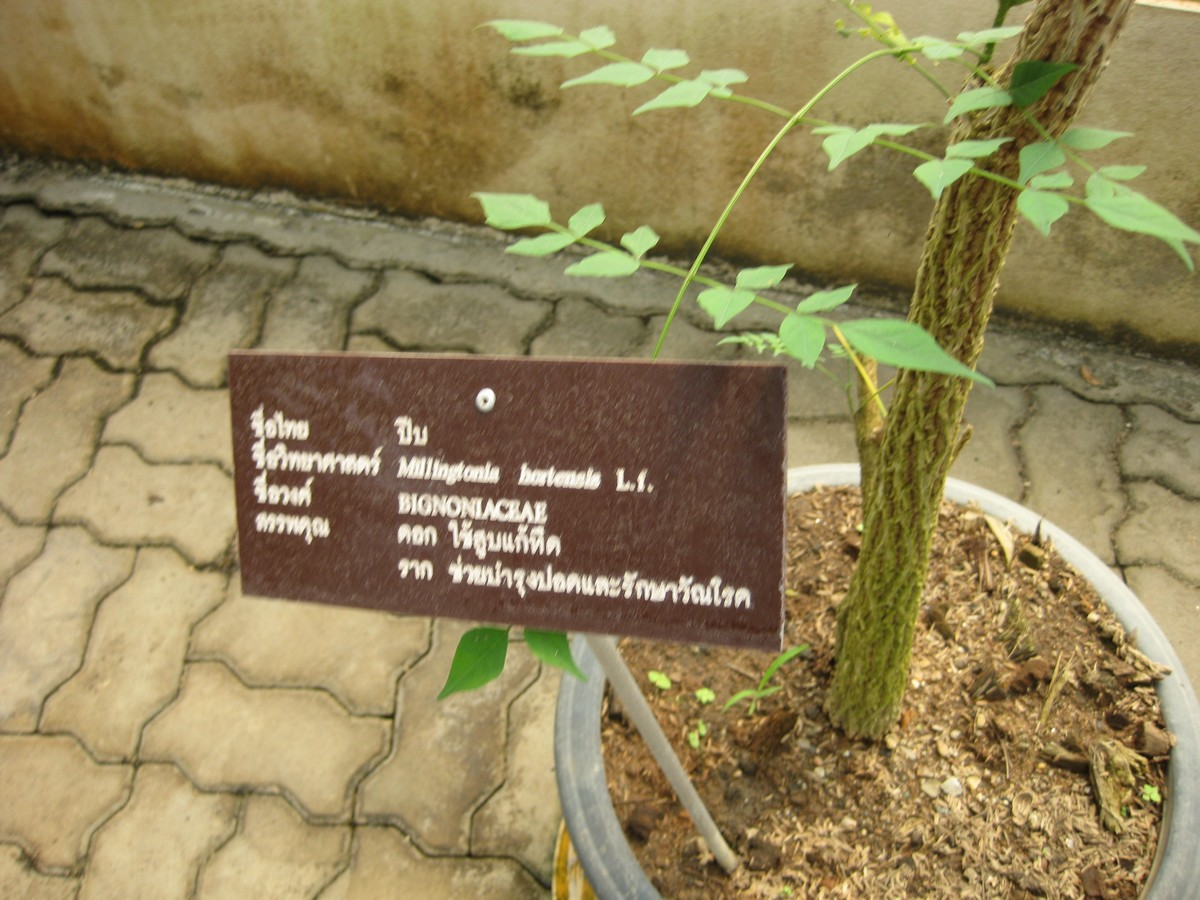
Tronc et feuilles, au Jardin botanique de la reine Sirikit, en Thaïlande.
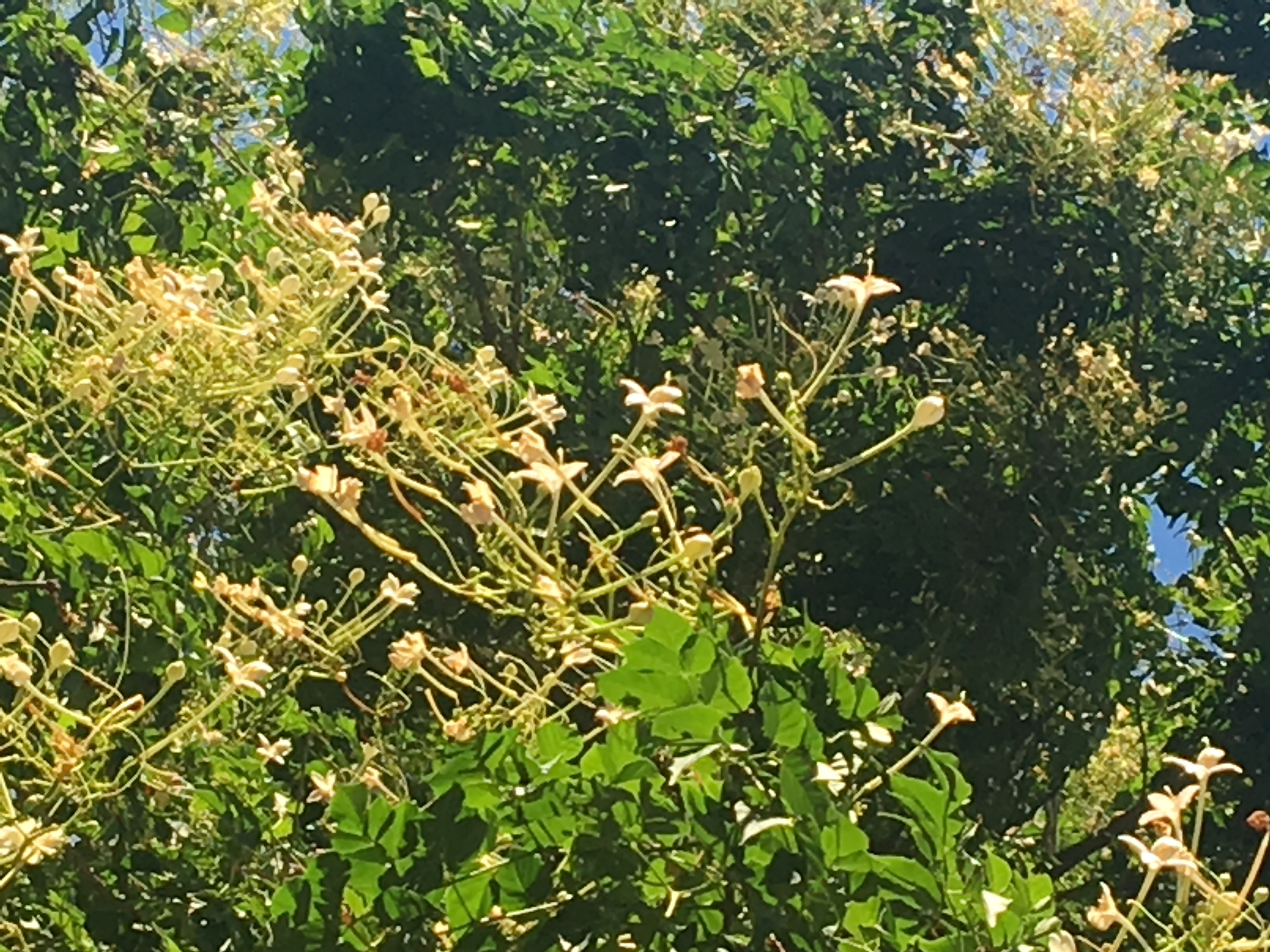
Inflorescence du Millingtonia hortensis.